# Zračna luka V. C. Bird
Zračna luka V. C. Bird (IATA: ANU, ICAO: TAPA) smještena je na otoku Antigui, 8 kilometara sjeveroistočno od St. John'sa, glavnog grada Antigve i Barbude.

## Vanjske poveznice
- worldaerodata.com  Arhivirana inačica izvorne stranice od 5. ožujka 2019. (Wayback Machine)